# Moviment de dones zapatistes
El moviment de dones indígenes zapatistes format en l'estat de Chiapas dins de l'EZLN té com a teló de fons "tres processos que han influït en la reivindicació dels seus drets. El primer n'és la colonització, i el fet que les dones compartiren els treballs amb els homes. Segon, la incorporació de les dones a les cooperatives agrícoles, als programes de salut i a algunes organitzacions no governamentals. El tercer procés fou la creació de l'EZLN." Així, com apunta l'antropòloga Aida Hernández Castillo, "la participació de les dones en la direcció guerrillera contrasta amb altres experiències revolucionàries a Amèrica Llatina. Però la principal diferència del zapatisme amb els altres moviments guerrillers del continent fou la inclusió dins de la seua plataforma de lluita de reivindicacions de gènere amb l'anomenada Llei Revolucionària de Dones".

## Situació econòmica, reproductiva i educativa de les dones indígenes a Chiapas

### Dones indígenes i accés al treball i a la terra en l'estat de Chiapas
Segons el Centre de Drets de la Dona de Chiapas (CDMCH), les dones indígenes i llauradores d'aquest estat pateixen “la discriminació i la subordinació, derivades de la intersecció de diverses formes de discriminació basada en el gènere, la posició econòmica i social.” Tot això, per tant, “impossibilita la participació de les dones en els espais públics, l'accés i control sobre els recursos productius.” Sobre aquest tema, es diu en un estudi sobre la condició de vida de les dones indígenes de San Cristóbal de Las Casas que són les normes comunitàries les que regulen i determinen qui pot tenir: 
accés a la terra com a recurs escàs i limitat. En general se'ls transfereix als homes, doncs ells en són els futurs proveïdors, mentre que les dones en unir-s'hi passaran a formar part d'altres grups la parella dels quals serà al seu torn l'encarregada de la manutenció. Podria dir-se que el que així ocórrega és funcional per a les necessitats econòmiques pel que fa al món camperol; la complementarietat, però, dins les famílies és en els fets una ficció, ja que sembla predominar un accés diferencial entre els seus membres als béns i serveis produïts col·lectivament, en funció del gènere i l'edat. D'altra banda, el fet que les dones no tinguen parcel·les pròpies incrementa la seua vulnerabilitat.
És, per això, que una de les exigències de la segona Llei Revolucionària de les Dones és el dret a la terra:
Article 19: Les dones tenen dret a tenir, heretar i treballar la terra.
Ara bé, en relació amb les principals possibilitats laborals, Jules Falquet apunta que, tenint en compte els costums, les dones indígenes no poden anar més enllà en les seues comunitats. Ho fan per raons econòmiques, impulsades a cercar treball, entre el qual i més freqüent hi ha la venda d'artesania de la seua zona, una de les més importants entrades de recursos, i fins i tot la prostitució. Contra aquesta situació, s'alça una de les exigències de la Primera Llei de Dones:
Segona: Les dones tenen dret a treballar i rebre un sou just.

### Dones indígenes a Chiapas i salut reproductiva
Segons un estudi de Barris i Pons, el 28% de dones tzeltals i el 52% de tzotzils no coneixen cap mètode anticonceptiu. Respecte a l'ús d'anticonceptius, la major d'infanteria Ana María aclareix:
Això no existeix, no se'n coneix en cap de les comunitats i això dels embarassos en dones ocorre poc, perquè els pares cuiden molt que les seues filles no es queden embarassades; per la mateixa por que les xiques tenen a sos pares, no poden parlar-li a cap home. Si es queden embarassades, moltes d'elles tenen els xiquets perquè és molt difícil fer un avortament i, si es fa, moltes hi moren i no se sap.
Mercedes Olivera, però, quant al tema indica que: 
en general, els seus períodes reproductius són molt més llargs que els que es viuen al món mestís, és a dir, el seu primer part ocorre quan són adolescents i no deixen de tenir fills fins que els arriba la menopausa. No hi ha un control de natalitat i això repercuteix, en forma negativa, en la salut femenina. Les relacions sexuals per a les dones indígenes són un servei que ha de donar-se a l'espòs i, alhora, es conceben com un pecat, la penitència del qual es paga tenint “els fills que Déu envie". 
Quan les dones indígenes, diu Olivera, “arriben a la menopausa, se senten alliberades del pes de la reproducció i tenen més possibilitat d'acció que les joves.”

### Dones indígenes i educació a Chiapas
“El despertar de dones”, com elles mateixes anomenen aquest procés amb què s'han format com a subjectes, s'ha estat denominat feminisme indígena per algunes autores, per remarcar la importància de la participació i integració de les dones no sols en l'EZLN, sinó en les organitzacions indígenes amb què aquest ha establert aliances, com el Congrés Nacional Indígena, les xarxes nacionals i internacionals de suport al zapatisme, entre d'altres. Així doncs, "si l'educació al·ludeix a la formació dels subjectes en diferents espais socials, podem observar en l'experiència organitzativa política de l'EZLN, molts espais on els subjectes s'estan formant, no sols en habilitats lectoescriptores o en una segona llengua, sinó també en processos educatius que tenen a veure amb l'adquisició de normes diferents d'inserir-se en l'entramat social per proposar formes noves d'actuació política." Podem trobar-ho a l'apartat 6 de la Llei Revolucionària de les Dones de l'EZLN, en què diu: “Les dones tenen dret a l'educació”.

## Característiques generals del moviment de dones zapatistes

### Participació de les dones en l'EZLN
Al principi, les dones indígenes eren minoria dins del moviment zapatista; al 2004, any del qual provenen els estudis més recents, ja formaven un terç de les forces zapatistes armades i un 50% de les “bases de suport”. Així doncs,“es poden distingir dues formes en què les dones participen [en el moviment zapatista]. Hi ha dones militars i dones que funcionen com a base de suport que se subordinen a una estructura piramidal.” Quant al primer grup, “la majoria dels integrants de l'estructura militar de l'EZLN són dones i homes joves, que, en molts casos, hi entraren en la seua adolescència o després dels vint anys.” D'altra banda, en les bases, les dones compleixen "sobretot la tasca d'alimentar els integrants de l'estructura militar disseminats a la selva Lacandona. Excepte per a qui participa activament en organitzacions productives paral·leles, la majoria d'aquestes dones reprodueixen, així, el rol tradicional que sempre han jugat: cuidadores de l'àmbit privat i sostenidores de la família."

Tot açò pot veure's amb més claredat en el testimoniatge de la major Ana María:
[A l'EZLN] vaig arribar molt joveneta, tenia 14 anys quan vaig entrar a la lluita. Al principi érem només dues dones de les 8 o 10 persones que fa més de 10 anys començàrem el moviment. Moltes de les dones que han entrat a l'EZLN han arribat sense avisar les seues famílies. Jo quan vaig eixir de ma casa i em vaig assabentar que existia una organització armada, em vaig decidir i em vaig dir: jo també agafe les armes!, perquè un dels meus germans ja hi estava; però els meus pares, la majoria de la meua família no en sabia res. Llavors vaig sortir fugint de la mà casa i vaig anar a buscar els meus companys per poder integrar-m'hi també i vaig passar molts anys aprenent i participant-hi sense que la meua família se n'adonara. Això ha passat en molts llocs, en moltes famílies. Allí, mon germà i jo aprenguérem les primeres lletres. Després ens van ensenyar tàctiques de combat i política per poder parlar amb el poble i explicar-li la nostra causa. Demanàrem terra i el govern no ens la donà, llavors començàrem a prendre-la i la resposta en fou la repressió.

#### Les militars
Sarri Vuorisalo resumeix i explica quines són les subdivisions del grup de dones militars. Així, diu que: 
Les milicianes podien acudir a temporades als campaments zapatistes, però no abandonaven les seues famílies, i també podien tenir fills.
Les insurgents eren aquelles que es dedicaven a temps complet a la lluita. Acceptaven no tenir fills i se les capacitava en tots els terrenys educatius. Les insurgents parlaven amb gent de fora amb la comunicació de l'EZLN.
Les capitanes i tinentes dirigien tant grups d'homes com de dones. Podien donar ordres i ser obeïdes. Moltes tingueren un paper de lideratge l'1 de gener del 1994.
Les majors […] eren dones excepcionals capaces de dirigir tant homes com dones de diferents pobles i de tota la zona.
El paper de les comandantes era fonamental. Formaven part del Comité Clandestí Revolucionari Indígena, i decidien, consultant amb els seus pobles, com avançar en el moviment. Tenien un coneixement profund de com es dirigia i es mobilitzava la gent. Eren elles les qui es convertiren en les portaveus de la voluntat popular.

#### Les bases de suport
La forma de combat de les “bases de suport” difereix de la de les militars en la manera de lluitar, ja que aquestes, convençudes de la importància del moviment, participaren, per exemple, des del lloc on vivien amb la formació de "col·lectius per a benefici de la comunitat, que podien ser botigues cooperatives, producció d'animals o cooperatives d'artesania. Proveïen d'aliments els combatents i solien participar al costat dels seus companys en les assemblees comunitàries, rebutjant qualsevol tipus d'ajut governamental que les separara dels seus ideals."
María del Pilar Padierna comenta sobre la unió de les dones al moviment zapatista que, abans d'aquesta annexió, “havien passat per processos que les havien format com a subjectes dones i indígenes” i, amb això, incorporar-se a l'EZLN provocà “una modificació radical de les seues maneres de ser a més dels pols anteriors, zapatistes”. Així doncs, els grups promotors de l'EZLN produeixen un discurs que interpel·la les dones, que “accepten la invitació a integrar-se al moviment reconeixent com a legítimes les causes que se'ls exposen, i se n'apropien des de les seues condicions de vida.”

### Peticions de les integrants del moviment
Les demandes del moviment de dones zapatistes es troben en les dues lleis revolucionàries de dones. La primera se'n publicà l'1 de gener de 1994 en el Despertador mexicano, diari de l'Exèrcit Zapatista d'Alliberament Nacional, que, en paraules del moviment, “compleix la tasca d'informar al nostre poble sobre el desenvolupament de la guerra justa que hem declarat als nostres enemics de classe”.
La primera Llei Revolucionària de Dones forma part d'un conjunt major de lleis anomenat Lleis Revolucionàries, les quals, segons l'EZLN, “s'imposaran, amb el suport dels pobles en lluita, als territoris alliberats per garantir-ne el control revolucionari i les bases per començar a construir una pàtria nova.” Mentrestant, la segona llei es publicà en un suplement del diari mexicà La Jornada el 6 de maig de 1996".

En relació amb el procés d'elaboració de les lleis, cal destacar que se'n feren col·lectivament, com ho fa notar la sociòloga Sylvia Marcos, respecte a la primera llei:
Sabem que aquesta llei es votà per consens dins les files de l'EZLN mesos abans de la seua publicació fa 20 anys (1 de gener del 1994). Per una carta del subcomandant Marcos, sabem que les reaccions hi foren múltiples i que la seua acceptació s'hagué de defensar amb afany com un dels objectius centrals en la seua lluita per la justícia.
Sabem que la comandanta Ramona i la comandanta Susana passaren més de 4 mesos recorrent les comunitats zapatistes. En recorregueren totes i dialogaren amb les zapatistes en col·lectiu, en assemblees comunitàries, a la manera dels pobles de la zona. Una volta acceptada en cada comunitat i poble zapatista, se'n proposà la inclusió en El Despertador Mexicano, òrgan Informatiu de l'EZLN, núm. 1, desembre del 1993.
Aquesta acció col·lectiva fou una "manera amb què “les dones indígenes s'obriren un espai material i simbòlic de participació i transformació del seu paper social”. El discurs del moviment zapatista ha interpel·lat les dones de les comunitats indígenes, doncs els ofereix la possibilitat de canvi de les situacions de misèria en què viuen, a més que s'hi dona la lluita per aconseguir millors condicions de vida. Així, les dones que formen part de l'EZLN són exemple de "l'oportunitat que representa l'entrada al moviment per fer-se de saber preuat, que d'una altra manera seria molt difícil (promotores de salut, educatives, dirigents i “fins a xoferes”); l'aspiració per eixir de les rígides estructures familiars que els assenyalen opcions de vida que elles rebutgen (casar-se per força, estar sota tutela dels sogres, tenir fills a edat molt primerenca), entre d'altres." Una prova d'això es dona en aquest fragment d'una entrevista feta a la capitana Elisa l'any 1994:
-Com és la relació entre les dones i els homes en l'exèrcit zapatista?
-Bé, en l'exèrcit zapatista els homes i les dones ens duem bé. Hi ha democràcia, hi ha justícia, hi ha tot, doncs, tot el que hi ha. No és igual que estar en un poble, que a part els homes, a part les dones. Allí no, allí convivim junts, amb els homes, i fem el treball igual. Es reparteix igual el treball, i allà doncs no pots fer el que vols, sempre l'home mana. És per això que ja estava jo cansada de fer aquestes coses, però quan vaig arribar a l'exèrcit es va canviar, es va canviar la cosa. Això és el que estem buscant ara. Perquè com a dones llauradores el govern no ens reconeix. Sempre la dona està a baix; sempre l'home és el que mana, però ara nosaltres veiem que no és cert el que diu el govern. També les dones poden fer els treballs, també poden tenir càrrecs, també pot dirigir igual que l'home, per això nosaltres estem lluitant perquè les dones tinguen aquesta oportunitat de fer aquests treballs.
El contingut general d'ambdues lleis demostra “com les dones indígenes lluiten per profundes transformacions de la seua situació, no sols com a indígenes i pobres, sinó també com a dones.”

## Relació del moviment amb el feminisme
El moviment de dones de l'EZLN té en comú alguns elements amb el feminisme en relació amb les seues demandes, com “les reivindicacions de participació, la no-violència contra les dones, la defensa dels drets reproductius", entre d'altres; també cal apuntar que aquest presenta diferències que fan difícil pensar-lo completament dins el moviment feminista urbà. Així, per exemple: 
mentre el feminisme nacional posa l'accent en la necessitat d'accés als drets per gaudir-los individualment, les dones zapatistes insisteixen en el gaudi col·lectiu d'aquests drets. Les iniciatives que plantegen per a l'atenció de les seues demandes inclouen una concepció de comunitat en què els drets es defensen en col·lectiu, no individualment. Això és evident també en les formes organitzatives dins les comunitats: el treball col·lectiu, la distribució dels recursos, les responsabilitats i càrrecs s'orienten cap a una idea de comunitarisme en què el bé general predomina sobre concepcions individualistes.
Així mateix, hi ha hagut crítiques sobre el contingut de les dues lleis revolucionàries, com la de Jules Falquet, que creu que:
Les dones zapatistes no parlen amb una veu única i s'observen en les seues reivindicacions algunes ambigüitats, i fins i tot importants contradiccions alhora que una poderosa voluntat de canvi. De fet, algunes de les seues demandes són extremament revolucionàries, i amenacen fins i tot la possibilitat que les cultures indígenes es continuen reproduint com a tals. Altres, al contrari, reafirmen valors familiars d'allò més tradicionals.
Ara bé, hi ha la posició de Sarrii Vuorisalo, que en deixa oberta la qüestió i opina que a les dones "no els cal tenir una definició exacta de les seues reivindicacions, ni en els darrers discursos esmenten el “feminisme”. Parlen de la situació de les dones, dels seus drets, dels seus patiments. Però, què els aporta, o quin valor afegit tindrà la seua participació si obtinguera la qualificació de “feminisme”?".

## Primera trobada internacional de dones que lluiten
La primera trobada internacional política, artística, esportiva i cultural de dones que lluiten s'efectuà del 8 a l'11 de març de 2018 a la selva Lacandona, a Caracol de Morelia, estat de Chiapas, Mèxic. La convocatòria realitzada per dones integrants del Comité Clandestí Revolucionari Indígena i la Comandància General de l'Exèrcit Zapatista d'Alliberament Nacional (EZLN) tingué entre els seus fonaments històrics l'aixecament contra la discriminació cap a les dones l'any 1994 en l'estat de Chiapas.
En el discurs llegit en la Primera trobada de Dones que Lluiten, les zapatistes feren un repàs de les característiques de la seua organització, del sistema social global promogut pel capitalisme i del rol de la direcció política actual a Mèxic, que caracteritzaren com "amants del sistema capitalista". Segons la cobertura de la comunicadora Ana Claudia Aguilera, la dinàmica de la trobada s'estructurà en xerrades, tallers i representacions teatrals on alguns dels eixos temàtics foren "Dona i emancipació popular", "Per un feminisme d'esquerra i revolucionari" i "La participació política de la dona" entre d'altres.